# Línea 26 (AUVASA)
La línea 26 de AUVASA es una extensión de la línea 16 que une la plaza de España de Valladolid, el paseo de Zorrilla y el centro de educación especial San Juan de Dios. Circula en días laborables.

## Frecuencias
La línea 26 es una línea A Horario por lo que se indican todos los horarios de salida:
| DÍA                                          | LUGAR DE SALIDA  | HORARIOS DE SALIDA | HORARIOS DE SALIDA | HORARIOS DE SALIDA | HORARIOS DE SALIDA |
| -------------------------------------------- | ---------------- | ------------------ | ------------------ | ------------------ | ------------------ |
| Lunes a jueves                               | PLAZA ESPAÑA     | 8:30               | 8:30               | 9:30               | 9:30               |
| Lunes a jueves                               | SAN JUAN DE DIOS | 17:00              | 17:00              | 18:00              |                    |
| Viernes y lunes a jueves vísperas de festivo | PLAZA ESPAÑA     | 8:30               | 8:30               | 9:30               | 9:30               |
| Viernes y lunes a jueves vísperas de festivo | SAN JUAN DE DIOS | 15:00              | 15:00              | 16:00              |                    |
| Sábados y festivos                           | SIN SERVICIO     | -                  | -                  | -                  | -                  |

- Durante los meses de verano, las expediciones desde San Juan de Dios son, todos los días laborables, a las 9:00, 15:00 y 16:00 horas.

## Paradas
Nota: Al pinchar sobre los enlaces de las distintas paradas se muestra cuanto tiempo queda para que pase el autobús por esa parada.
| Hacia San Juan de Dios                  | Correspondencia con líneas: |
| --------------------------------------- | --------------------------- |
| Pza. España 13 fte. Bola del Mundo      | 7 13 18 19                  |
| Pº Zorrilla 52 esq. Pº Hospital Militar | 1 5 7 18 19                 |
| Pº Zorrilla 130 centro comercial        | 1 2 5 7 10 18 19 23 C1      |
| Pº Zorrilla 166 fte. LAVA               | 1 2 5 16 18 19 23 C1 H F1   |
| C/ Daniel del Olmo esq. Pº Zorrilla     | 16 C1                       |
| Ctra. Madrid Centro San Juan de Dios    | -                           |
| Hacia Pza. España                       |                             |
| Ctra. Madrid Centro San Juan de Dios    | -                           |
| Pº Zorrilla 101 LAVA                    | 1 2 5 16 18 19 23 C2 H F1   |
| Pº Zorrilla 65 fte. centro comercial    | 1 2 5 7 10 18 19 C2 U1      |
| Pº Zorrilla 1 antiguo Hosp. Militar     | 1 5 7 18 19                 |
| Pza. España 13 fte. Bola del Mundo      | 7 13 18 19                  |